# كرغزلو
كرغزلو هي قرية في مقاطعة خلخال، إيران. عدد سكان هذه القرية هو 46 في سنة 2006.